# .gi
.gi – domena internetowa przypisana dla stron internetowych z Gibraltaru. Została utworzona 5 grudnia 1995. Zarządza nią Sapphire Networks.